# Abd al-Aziz ibn Baz
Abdul Aziz ibn Abdullah ibn Baz (en árabe:عبد العزيز بن عبد الله بن باز) (Riad, 21 de noviembre de 1910 - La Meca, 13 de mayo de 1999), fue un ulema islámico saudí y uno de los principales exponentes de la corriente wahabista del islam. Fue Gran Muftí de Arabia Saudita desde 1993 hasta su muerte en 1999. Según el politólogo francés Gilles Kepel, Ibn Baz era un "figura icónica dentro de lo institucional", cuya "inmensa sabiduría y su reputación de intransigente" le dio prestigio entre la población de Arabia Saudita y ''pudo reforzar las políticas de la familia Saúd a través de su influencia ante las masas creyentes'', y que su muerte dejó al gobierno sin una figura comparable dentro del clero salafista que pudiera ''llenar sus zapatos''.
Ibn Baz emitió un fetua en donde autorizaba el azaque o impuesto a la riqueza, para apoyar a los muyahidínes durante la guerra soviético-afgana. Su aprobación de En defensa de los territorios musulmanes, principalmente escritos por Abdullah Azzam, fue una poderosa influencia en el exitoso llamado por la yihad en contra de la Unión Soviética. Esta fetua es considerada como el primer llamado a la yihad por parte de un estado-nación contra otra en tiempos modernos.
Muchas de las ideas y decisiones planteadas por Ibn Baz han sido objeto de controversias (tanto dentro como fuera de Arabia Saudita), incluyendo aquellos relacionados con la cosmología, los derechos de las mujeres, el apoyo de Arabia Saudita en los Acuerdos de Oslo, y de aprobar el establecimiento de tropas militares no musulmanas en la Tierra de las Dos Mezquitas Sagradas (Haramayn) durante y después de la Guerra de Golfo. Osama bin Laden había condenado amargamente a Ibn Baz y sus decisiones a favor de las política extranjeras de Arabia Saudita, y sus alianzas con las potencias occidentales.

## Juventud
Ibn Baz nació en la ciudad de Riad durante el mes de Du l-hiyyah en 1910, en el seno de una reputada familia por su fervor hacia el islam. Su padre falleció cuando él solo tenía tres años. Cuando tenía 13 años, comenzó a trabajar con su hermano, vendiendo ropa en un mercado. También recibió clases sobre el Corán, Hadiz, Fiqh, y Tafsir, con el hombre que lo precedería como la principal figura religiosa del país, Muhammad ibn Ibrahim Al ash-Sheikh. En 1927, cuando tenía 16 años, comenzó a perder la vista después de padecer una grave infección en los ojos. Para cuando tenía 20 años, había perdido por completo la visión, quedándose ciego.

### Educación
En aquella época, Arabia Saudita carecía de un sistema universitario moderno, por lo que Ibn Baz recibió una educación tradicional en literatura islámica por parte de ulemas islámicos. Durante su formación, se destacó su excepcional capacidad de memoria, al punto de lograr aprenderse el Corán de memoria, antes de cumplir la mayoría de edad. También estudió árabe y la sharia, y a futuro afirmaría que uno de sus principales modelos a seguir era el muftí Muhammad ibn 'Abdul-Lateef Al ash-Shaikh, quien lo ayudaría en sus primeros cargos políticos-religiosos.

## Carrera
A lo largo de su vida, Ibn Baz ostentó numerosos cargos y responsabilidades vinculadas con la religión y la política. Su primera ocupación fue ser juez en el distrito de Al Khark entre 1938 y 1951, bajo la recomendación del muftí Muhammad ibn 'Abdul-Lateef Al ash-Shaikh. En 1952 fue profesor en un instituto religioso en Riad, y al año siguiente impartió clases de derecho islámico en la Universidad Rey Saúd. En 1963, fue nombrado jefe del Consejo de Ulemas Islámicos, y en 1975, fue nombrado Vicecanciller de la Universidad Islámica de Medina. Desde 1978 hasta su muerte, ejerció la presidencia de la prestigiosa Comisión Permanente de Investigación y Fetuas, el cual posee un estatus ministerial dentro del gobierno de Arabia Saudita.
En 1992 fue nombrado Gran Muftí de Arabia Saudita, siendo la primera y única persona en ocupar ese cargo sin pertenecer a la familia Al ash-Sheikh. Entre otros cargos que ostentó fue la de ser presidente y miembro de la Asamblea Constituyente de la Liga del Mundo Islámico.
En 1981, el Rey Faisal lo condecoró con el Premio Internacional por Servicio al Islam.

## Activismo
Ibn Baz había sido partícipe en numerosas actividades y obras de caridad, como:
- Su apoyo hacia organizaciones dawwa y centros islámicos en numerosas partes del mundo.
- Su participación en el popular programa radial, Nurun Ala Darb ("luz en el camino"), en el que habló sobre problemas actuales y respondía preguntas por parte de los oyentes, además de proporcionar un fetua si era necesario.
- Ibn Baz instó a que se entregarán donaciones a los talibanes afganos, quienes hacia finales de la década de 1990 fueron vistos por muchos saudíes como ''guerreros salafistas jóvenes y puros'' que combatían contra los destructivos señores de la guerra.

Ibn Baz fue considerado por muchos como un prolífico orador, tanto a nivel público con de forma privada en su mezquita. También solía invitar personas después de la oración de la Isha para compartir una comida con él. Ibn Baz estuvo entre los ulemas islámicos que se oponían a un cambio de régimen mediante la violencia. Él llamaba a la obediencia del pueblo hacia el poder, a menos de que este último ordenara que se rebelasen ante Dios.

## Obras
A lo largo de su vida, Ibn Baz había escrito más de sesenta libros, en donde abarcaba múltiples temas como el hadiz, el tafsir, el fara'ed, el tawhid, la fiqh, el salat, el azaque, el dawwa, el hach y el umrah. También redactó una crítica hacia el concepto de nación.

## Vida privada
Se sabe que Ibn Baz tuvo dos esposas, dos hijos y, por motivos tradicionales, no se ha revelado la cantidad de hijas que tuvo.
La familia de Ibn Baz vivía en el barrio de Shumaysi de Riad, en ''un pequeño conjunto de edificios modernos de dos pisos''. Al igual que otros clérigos sauditas de alto rango, su hogar fue un regalo por parte de una millonaria fundación benefactora o religiosa por su distinguida labor religiosa.

## Muerte
Ibn Baz falleció en la mañana de 13 de mayo de 1999, a los 88 años. A su muerte, se congregaron cientos de miles de fieles y seguidores, de la mano con los miembros de la realeza saudí, y cuyo destino final fue en el Cementerio de Al Adl, La Meca.
El rey Fahd emitió un decreto en el que nombraba a Abdul-Azeez ibn Abdullaah Aal ash-Shaikh como el sucesor de Ibn Baz como Gran Muftí.
Durante su período como Gran Muftí de Arabia Saudita, Ibn Baz intentó tanto legitimar el poder de la familia gobernante como en apoyar los llamados hacia una reforma del islam, bajo la línea de los ideales del salafismo. Muchos lo criticaron por apoyar al gobierno saudí cuando, tras finalizar la Guerra del Golfo, censuró o encarceló a aquellas personas que consideraba como fuertes críticos del gobierno, como Safar al-Hawali y Salman al-Ouda. Su influencia dentro del movimiento salafista fue colosal, y gran parte de los jueces y ulemas religiosos más destacados de Arabia Saudita fueron exalumnos de él.

## Controversias
Su obituario en The Independent decía "Sus puntos de vistas y fetuas (fallos religiosos) fueron controversiales, y condenados por militantes, liberales y progresistas por igual". También fue criticado por el ala más dura de los salafistas y yihadistas por haber apoyado la decisión de permitir el despliegue de tropas estadounidenses en Arabia Saudita en 1991.

### Cosmología y Terraplenismo
En 1966, cuando Ibn Baz era vicepresidente de la Universidad Islámica de Medina, escribió un artículo en donde denunciaba a la Universidad Rey Saúd por enseñar la ''falsedad'' de que la Tierra rota y orbita alrededor del sol.
El historiador Robert Lacey había citado un fetua de Ibn Baz, en donde instaba a tener precaución con las afirmaciones de que los estadounidenses habían llegado a la Luna. "Tenemos que prevenir cada vez que los kuffar [no creyentes] o los faseqoon [gente inmoral] nos digan algo: no podemos creerles o descreerles hasta que nosotros tengamos pruebas suficiantes en la que los musulmanes podamos depender." Lacey declara que "después de una extensa investigación" sobre el fetua de Ibn Baz, él (Lacey) sólo había sido capaz de encontrar un fetua sobre el tema, y que no había ninguna declaración en el que Ibn Baz aseguraba de que la Tierra era plana. Aun así, Lacey declaró que de acuerdo a su fuente, Ibn Baz dio una entrevista después de publicar el artículo ''en el cual él reflexionó sobre como operamos día a día sobre la base de que la superficie debajo de nosotros es plana (...) y que lo llevó a la creencia de que él no temía de expresarse y de hacerse notorio por ello."
Aunque satirizado por su creencia, "el jeque no se arrepintió. Él dijo que si los musulmanes escogieron creer de que el mundo era redondo, era cosa de ellos y que él no discutiría teológicamente con ellos. Pero estaba inclinado en confiar en los que sentía bajo sus pies en lugar de las declaraciones de científicos que no conocía"
Según Lacey, Ibn Baz cambió de opinión terraplenista después de hablar con el príncipe Sultán bin Salmán quién había estado durante un período en un vuelo de un transbordador espacial en 1985.
Sin embargo, Malise Ruthven y otros afirman que es incorrecto informar que Ibn Baz creía que ''la Tierra es plana" El profesor Werner Ende, experto alemán en las fetuas de Ibn Baz, declaró que Ibn Baz nunca afirmó esa creencia. Abd al-Wahhâb al-Turayrî llamó a los que tachaban de terraplenista a Ibn Baz como ''traficantes de rumores''. Señaló que Ibn Baz había emitido un fetua declarando que la Tierra es redonda, y, de hecho, en 1966, Ibn Baz escribió "La cita que mencioné [en su artículo original] del discurso del gran ulema Ibn Al-Qayyim (que Alá sea misericordioso con él) incluye una evidencia de que la Tierra es redonda."
En su artículo de 1966, ibn Baz afirmó que el sol orbitaba alrededor de la Tierra, y que ''la Tierra es fija y estable, extendida por Dios para la humanidad, e hizo una cama y cuna para ellos, sostenida por montañas para que no temblara.'' A raíz de la publicación de su primer artículo, Ibn Baz fue ridiculizado por la prensa egipcia como un ejemplo de la primitividad saudí, y se dice que el rey Faisal se enfureció tanto por la publicación del primer artículo, que ordenó la destrucción de cada copia no vendida de los dos documentos que se habían publicado. En 1982 Ibn Baz publicó un libro, Al-adilla al-naqliyya wa al-ḥissiyya ʿala imkān al-ṣuʾūd ila al-kawākib wa ʾala jarayān al-shams wa al-qamar wa sukūn al-arḍ ("Tratado sobre las evidencias textuales y racionales de la Tierra y la posibilidad de ascensión hacia otros planetas"). En él, volvió a publicar el artículo de 1966, junto con un segundo artículo sobre el mismo tema que escribió posterior a 1966, y reiteró su creencia de que el sol giraba alrededor de la Tierra. En 1985, cambió su opinión con respecto a la rotación de la Tierra (y, según Lacey, dejó de afirmar su idea terraplenista), cuándo el príncipe Sultán bin Salmán regresó a su hogar después de una semana a bordo del transbordador espacial Discovery, y que le comentó que él mismo presenció la rotación de la Tierra.

Además, hubo controversia en relación con el origen del takfir (el acto de declarar a otros musulmanes como kafir o incrédulos) que afirmó que Ibn Baz había pronunciado. Según Malise Ruthven, amenazó a todos quienes no aceptaron su punto de vista ''pre-copernicano'' mediante un fetua, declarándolos infieles. Ibn Baz escribió una carta para una revista en 1966, respondiendo acusaciones similares:
Yo solamente consideré que era legítimo asesinar a quienes afirmaban de que el sol es estático (thābita la jāriya) y no me arrepiento tras decirlo. Esto se debe a que rechazar la rotación del sol constituye rechazar a Alá (glorificado sea Él), su Gran Libro, y su Honorable Mensajero. Está bien establecido dentro del Din (religión del Islam) por medio de pruebas decisivas y el Ijma` (consenso) de los ulemas, que quién niegue a Alá, su Mensajero o su Libro es un kafir (incrédulo) y su sangre y la riqueza se vuelven violables. Es el deber de la autoridad responsable pedirles a esas personas que se arripientan; ya sea que se retracten de ello o que sean ejecutados. Gracias a Alá que este problema no es debatible entre ulemas.
En su segundo artículo escrito en 1966, también respondió acusaciones similares:
Yo no declaré que aquellos que piensan que la Tierra rotaba eran infieles, ni quienes creen que el sol gira a su alrededor, pero sí lo digo para quienes dicen que el sol es estático y no se mueve (thābita la jāriya), el cual está en mi último artículo. Quienquiera que lo digo en clarísimo infiel desde el Corán y el Sunna, porque Dios todopoderoso dijo: 'Y el sur se mueve (tajri) ante un término designado por él' (...) En cuanto a decir que el Sol está fijo en una posición pero todavía se mueve alrededor de sí mismo, (...) no he tratado este tema en el artículo anterior ni he declarado infiel a quién diga lo contrario. Los escritores occidentales posteriormente han trazado paralelos entre la percepción de Ibn Baz y el juicio de Galileo por la Iglesia Católica en el siglo XVI.

### Incidente de la Gran Mezquita
Ibn Baz había estado asociado con algunos de los miembros que perpetraron el incidente de la Gran Mezquita (Masjid al-Haram) en La Meca, entre 20 de noviembre y el 4 de diciembre de 1979. La toma armada de dos semanas de duración dejó un saldo de 250 fallecidos, incluyendo rehenes tomados por los militantes. Según las entrevistas realizadas por el historiador Robert Lacey, los militantes (conocidos como Beit Al-Ikhwan) liderados por Juhayman al-Otayb, habían sido alumnos de Ibn Baz y otros ulemas superiores. Juhayman había declarado a su cuñado Mohammed al-Qahtani, como el Mahdi. El Mabahith (policía secreta) del Ministro del Interior y príncipe Nayef bin Abdulaziz había identificado a Mohammed al-Qahtani y a varios ikhwan como alborotadores. Ellos consiguieron que todos estuvieran encerrados a salvo meses antes, solo para que fuesen liberados a petición del Jeque Ibn Baz.
El islam prohíbe cualquier clase de violencia dentro de la Gran Mezquita. Ibn Baz se encontraba en una situación delicada, sobre todo ante el hecho de que al-Otaybi había sido estudiante suyo en Medina. La situación se iba complicando y agravando por el hecho de que el gobierno saudí se encontraba desprevenido e incapaz de poder desalojar a los militantes de la Mezquita. Pidieron ayuda externa de la unidad francesa y no islámica GIGN y al Grupo de Servicios Especiales de Pakistán. Los no musulmanes se les rechazó estar dentro de los límites de La Meca, por no mencionar a la Gran Mezquita. Cuándo el gobierno le pidió a Ibn Baz de que emitiera un fetua para condenar a los militantes, el lenguaje de este y otro ulema superior ''fue curiosamente restringido''. Los invasores del Masjid al-Haram no fueron declarados no-musulmanes, a pesar de sus homicidios ni por violar la santidad del Masjid, sino que solamente fueron llamados "al-jamaah al-musallahah" (grupo armado). En todo caso, el ulema emitió un fetua en el que autorizaba el uso de fuerza letal para recuperar la mezquita. Los ulemas superiores también insistieron en que antes de que las fuerzas de operaciones especiales atacasen, las autoridades debían ofrecer la opción ''de que se rindieran y bajar sus armas''. Ibn Baz, por medio de una excusa, emitió otro fetua a último minuto, en el que permitía a las Fuerzas de Operaciones Especiales francesas, aunque sea solo temporal, convertirse al islam, para así poder ingresar a la ciudad y a la Gran Mezquita para derramar la sangre de los militantes. A pesar del desalojo y derrota de los rebeldes, Ibn Baz jamás los declaró como no musulmanes por sus crímenes.

### Derechos de la mujer
Ibn Baz ha sido descrito por tener conductas duras e inflexibles hacia las mujeres, y en ser un baluarte en contra de la expansión de los derechos de la mujer. Cuando comentaba sobre la ley de la Sharia que el testimonio de una mujer ante una corte era insuficiente, Ibn Baz dijo: "El Profeta (la paz esté con él) explicó que la deficiencia en el razonamiento de la mujer se debe a que su memoria es frágil, y que su testigo necesita de otra mujer para ser corroborado." También emitió un fetua en 1990, en contra de las mujeres que manejaban vehículos, siendo éste uno de sus fallos más conocidos por Occidente, sobre todo cuando más de 50 mujeres quisieron desafiarlo, manejando sus vehículos por las carreteras de Riad en junio de ese mismo año. En él declaró: "La depravación lleva a que mujeres inocentes y puras sean acusadas de indecentes. Alá ha impuesto uno de los castigos más severos por semejante acto, para proteger a las sociedad de las causas de depravación. Las mujeres que manejan vehículos, sin embargo, es una de las causas que llevan a esa depravación."

### Guerra del Golfo
Durante la Guerra del Golfo, Ibn Baz emitió un fetua en el que permitía el despliegue de tropas no musulmanas sobre suelo saudí, para defender el reino del ejército iraquí. Algunas personas señalaron que esto contrastaba su opinión que emitió durante la década de 1940, cuando él contradijo la política gubernamental de permitir que no musulmanes se desplegaran en el territorio nacional. Sin embargo y según The New York Times, su fetua fue rechazada por los clérigos más radicales. En respuesta a las críticas, Ibn Baz condenó a quienes ''susurran en secreto durante las reuniones y registran su veneno sobre casetes distribuidos hacia la población."
Otra polémica clave fue permitir que los soldados no musulmanes llevaran un crucifijo y llevaran un Nuevo Testamento al campo de batalla en contra de otros musulmanes en el territorio más sagrado del islam. Esta decisión impactó a la sociedad saudí como un terremoto, y permanece en el corazón de muchas disputas violentas que los yihadistas salafistas todavía poseen con la Casa de Saúd.
El clérigo radical Abdullah el-Faisal declaró a Ibn Baz como tafkir (musulmán traidor), quién murió sin arrepentirse de ello.

### Crítica de Osama bin Laden
Según su necrología en The Independent, Ibn Baz mantuvo su mentalidad ultraconservadora y fuertemente arraigada con las tradiciones puritanas y no compremetedoras del wahabismo. Sin embargo, su estricto pensamiento era insuficiente para Osama bin Laden quién condenó a Ibn Baz por "su debilidad, flexibilidad, y facilidad de influenciarse con los diversos medios que aplica el Ministerio del Interior.'' Ibn Baz fue el primer tema de la primera declaración pública que Osama bin Laden se dirigió ante un público generalmente musulmán. En esta carta abierta lo criticó condescendientemente por su apoyo hacia los Acuerdos de Oslo entre la OLP y el gobierno de Israel. Ibn Baz defendió su decisión para aprobar los Acuerdos de Oslo citando el Tratado de Hudaybiyyah, afirmando que un tratado de paz con los no-musulmanes es un precedente histórico que puede evitar pérdidas humanas.

Ibn Baz consideró obligatorio destruir cualquier medio de comunicación que promovía el ideario de Bin Laden, y declaró que estaba terminantemente prohibido cooperar con él. Ibn Baz escribió:
...Es obligatorio destruir y aniquilar estas publicaciones que han emanado de al-Faqeeh, o de al-Mas'aree, u de otros voceros de la falsedad (Bin Laden y otros como él), y no tener indulgencia hacia ellos. Y es obligatorio aconsejarlos, guiarlos hacia la verdad, y advertirles contra esa falsedad. No está permitido que nadie coopere con esta maldad. Y es obligatorio para ellos ser sinceros, retornar a la guía, y dejarlos solos y abandonar esa falsedad. Así que mi consejo hacia al-Mas'aree, al-Faqeeh, Bin Laden y para todos quienes se crucen en sus caminos es dejar en paz esta desastrosa vía, y temer de Alá y que tengan cuidado ante su venganza y su ira, por lo que debe regresar a su guianza y arrepentirse ante Alá por todo lo que haya precedido de ellos. Y Alá, glorificado, ha prometido a sus sirvientes arrepentidos de que aceptará su perdón y será bueno con ellos. Entonces Alá el Glorificado dijo: ''Oíd, Oh mis siervos que se han rebelado contra ellos mismos. No desespereís de la misedicordia de Alá; en verdad, Alá perdona todos los pecados.' En verdad, él es el Perdondor, el más Misedicordioso." [39:53].